# Mangareia maculata
Mangareia maculata là một loài nhện trong họ Desidae.
Loài này thuộc chi Mangareia. Mangareia maculata được miêu tả năm 1970 bởi Raymond Robert Forster.